# Tremont Street
Die Tremont Street ist eine 3,3 mi (5,3 km) lange Durchgangsstraße durch die Bostoner Stadtteile Government Center, Mission Hill und South End im Bundesstaat Massachusetts der Vereinigten Staaten.

## Geschichte

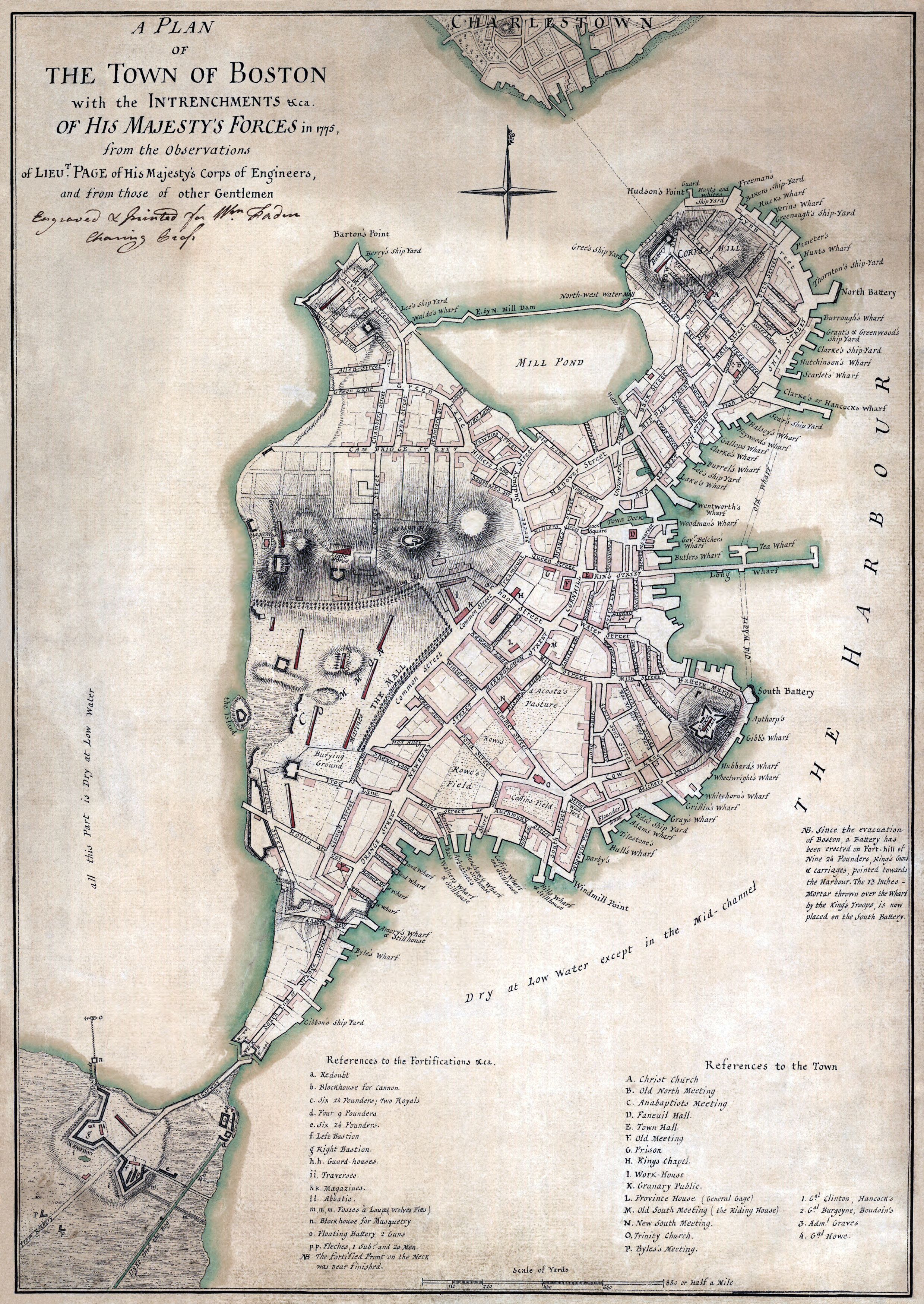
Diese britische Militärkarte aus dem Jahr 1775 weist bereits die Treamount Street aus.

Der Name der Straße geht auf einen Hügel mit drei Erhebungen (engl. Trimountaine) zurück, von denen heute nur noch der Beacon Hill existiert. Im Laufe der Zeit wurde mit dem Cotton Hill und dem Mt. Whoredom ein Großteil des ursprünglichen Hügels abgetragen, um Platz für Bauland zu schaffen und mit dem Material die Shawmut-Halbinsel aufzufüllen.

## Streckenverlauf
Die Tremont Street beginnt in unmittelbarer Nähe zur MBTA-U-Bahn-Station Government Center im gleichnamigen Stadtteil als Einbahnstraße in südlicher Fahrtrichtung als Zusammenführung der Cambridge Street und Court Street. Sie verläuft entlang der Ostgrenze zum Boston Common vorbei am Tufts Medical Center und biegt hinter dem Eliot Norton Park für etwa 90 m nach Westen ab, um an der nächsten Kreuzung sofort wieder in Richtung Südwesten über den Massachusetts Turnpike zu führen. 
Ab der Kreuzung zur Berkeley Street verläuft die Tremont Street in südwestlicher Richtung parallel zur Huntington Avenue. Sie kreuzt dabei unter anderem die Massachusetts Avenue und ist ab der Einmündung der Columbus Avenue als Massachusetts Route 28 ausgewiesen. An der Kreuzung zum Malcolm X Boulevard biegt sie nach Nordwesten ab und mündet schließlich am Brigham Circle auf die Huntington Avenue.

## Bauwerke und Sehenswürdigkeiten
Entlang der Strecke führt die Tremont Street von Nordost nach Südwest an folgenden Bauwerken und Sehenswürdigkeiten vorbei:
- Granary Burying Ground
- King’s Chapel
- Suffolk University Law School
- Park Street Church
- Boston Common
- Emerson College
- Boston Center for the Arts
- Basilika Unserer Lieben Frau von der immerwährenden Hilfe